# Re CATION ～Melty Healing～
《Re CATION ～Melty Healing～》是hibiki works在2020年7月22日發售的戀愛冒險類型成人遊戲。

## 故事
主角由於調職到分公司而搬進椿莊開始新生活，也因此陸續結識月野瀬理歩、二川晴、椿日菜子。原本只專注工作對戀愛無感的主角，在經過上司的提醒後便決定開始重視愛情積極尋找對象。

## 角色
主角
任職IT企業2年的員工。
月野瀬理歩（聲優：葵時緒）
身高：158cm，三圍：87(G)/61/93，生日：2月16日，血型：AB
在大學工作的事務員，懷舊遊戲實況直播主「ちゃんらー」。
二川晴（聲優：水野七海）
身高：152cm，三圍：86（F）/55/84，生日：12月3日，血型：B
在喫茶店、便利商店打工的大學2年級學生。
椿日菜子（聲優：森谷こころ）
身高：163cm，三圍：94（H）/58/89，生日：7月15日，血型：O
椿莊的27歲管理員。

## 主題曲
片頭曲「ココロノ、オト」
作詞、作曲、編曲：西坂恭平，主唱：新海雅代
片尾曲「Memory Note」

## 評價
《Re CATION ～Melty Healing～》在Getchu.com舉辦的美少女遊戲大獎2020中獲得系統部門第2名。另外在萌系遊戲大賞2020中獲得的色情系作品PINK獎金獎。

## 外部連結
- 官方網站（页面存档备份，存于）（日語）